# 159-та ракетна бригада (Україна)
159-та ракетна бригада (159 РБр, в/ч 11702, в/ч А1575) — формування ракетних військ Збройних сил України, що існувало у 1992—2003 роках.

## Історія
У вересні 1958 року в місті Клинці, Брянська область, Російська РФСР на території 233-ї інженерної бригади РВГК, яка раніше відбула в НДР, сформована нова, без отримання техніки 159-та ракетна бригада (в/ч 11702). Командний склад бригади формувався тоді з представників різних родів військ.
У грудні 1958 р. — передислокована до Туркестанського ВО в м. Тахіаташ (Узбецька РСР), По прибуттю на нове місце дислокації частина продовжувала укомплектовуватися особовим складом і технікою.
У травні 1959 року військова частина 11702 без 3-го дивізіону, який отримав на озброєння Р-11М, передислокувалася в місто Кіровоград та перейшла в підпорядкування Червонопрапорного Київського ВО. 3-й дивізіон залишився в м. Тахіаташ і надалі на його базі була сформована 111-та ракетна бригада, яка потім дислокувалася в м. Байрам-Алі.
Взимку 1960 р. в частину почало надходити наземне обладнання ракетного комплексу Р-11М (SS-1b Scud-A). В цей час на озброєнні ракетної бригади були пускові установки 8У218 «Тюльпан» на базі шасі САУ-152М, які були призначені для виконання пусків ракети 8А61.
У серпні 1960 р. бригада вперше здійснила навчально-бойові пуски на полігоні «Капустин Яр» в ході проведення стратегічних навчань «Дон».
Жовтень 1961 р. 2-й дивізіон брав участь в навчаннях на космодромі «Байконур», де в процесі навчань було проведено випробування термоядерної бомби. В тому ж році 1-й ракетний дивізіон брав участь в параді військ на Червоній площі в Москві.
З осені 1962 р. бригада переозброюється на ракетний комплекс 9К72 «Ельбрус» з пусковими установками 2П19 і новітню на той час ракету 8К14. У той же час відбувається формування нового, 3-го ракетного дивізіону, на заміну «старого» дивізіону з ракетами Р-11М, залишеного бригадою в м. Тахіаташ, Туркестанського ВО в 1959 році.
Серпень-вересень 1966 року — бригада вперше в історії ракетних військ Сухопутних військ на полігоні «Капустин Яр» виконала груповий удар 6-ма ракетами.
У 1970 році ракетна бригада бере участь в навчаннях Київського військового округу в ході яких вона двічі форсує річки Десна і Дніпро з виходом на Ржищівський артилерійський полігон.
Лютий — березень 1985 року: бригада в повному складі бере участь у навчаннях з бойовими пусками на 70-му державному полігоні «Капустин Яр» під загальним керівництвом командувача військами Червонопрапорного Київського військового округу генерал-лейтенанта Осипова В. В.. Особливістю проведення цих навчань було те, що вперше в історії ракетна бригада оперативно-тактичного призначення була виведена взимку на полігон у повному складі.
Серпень-жовтень 1989 року: 3-й ракетний дивізіон, протягом трьох місяців, брав участь у випробуваннях ЗРК С-300 на полігоні ППО СВ «Емба». Дивізіон розміщувався на віддалі 100 км від основного майданчика полігону. Пуски ракет 8К14 проводилися відповідно до програми випробувань зенітно-ракетного комплексу. В ході цих випробувань дивізіон під командуванням підполковника Ковальова проводив пуски ракет 8К14, а підрозділи, озброєні ЗРК С-300 відпрацьовували питання протиракетної оборони. Під час участі у випробуваннях дивізіон виконав понад 10 пусків ракет в різних умовах.
Вересень-жовтень 1990 року, зведений ракетний дивізіон останній раз захищав честь ракетної бригади на державному полігоні «Капустин Яр». За підсумками навчань з бойовими пусками ракетний дивізіон, а в цілому і ракетна бригада була визнана кращою серед ракетних бригад Сухопутних військ СРСР. В ході останніх в історії частини навчань з бойовими пусками, брала участь у випробуваннях нової бойової частини (так званої «Аерофон»).
В серпні 1993 року 159-та РБр (в/ч А1575), увійшла до складу Збройних Сил України та підпорядкована Управлінню РВіА Київського військового округу. У цей період частина ще займалася бойовою підготовкою.
В 2001 році частина переозброюється на ракетний комплекс 9К79 «Точка». При цьому повністю переозброюється лише 1-й дивізіон, на озброєнні 2-го і 3-го дивізіонів залишався РК 9К72 «Ельбрус». Переозброєння проходило в нелегких умовах. Техніку 1-й дивізіон отримував на полігоні РВіА (с. Дівички, Київська область) та після здійснення маршу прибув на місце постійної дислокації. В ході вивчення озброєння і підготовки фахівців велику допомогу надавали офицери Управління РВіА Південного оперативного командування. Плідна робота всього колективу не пройшла даром, і вже на черговій перевірці 1-й ракетний дивізіон під командуванням підполковника Хавхунова С. Н. показав хороші результати.
30 жовтня 2003 року на підставі директиви Міністра оборони України від 2.04.2002 року ракетна бригада була розформована.
З 2003 р. тут у так званих «червоних казармах» розміщується особовий склад 3-го полку спеціального предназначанія.

## Структура
Станом на 1989 рік:
- 1-й ракетний дивізіон, в/ч 63191
- 2-й ракетний дивізіон, в/ч 11803
- 3-й ракетний дивізіон, в/ч 44924

## Озброєння
- 9К72 «Ельбрус» (1958—2003 рр.)
- 9К79 «Точка» (2001—2003 рр.)

## Командири
- полковник Фрич (1958—1960 рр.)
- полковник Устинов В. І. (1960—1963 рр.)
- полковник Нікітенко П. Р. (1963—196? рр.)
- полковник Чернов В. М. (1970 р.)
- полковник Комаров В. М. (1972 р.)
- полковник Єфименко В. К. (1976 р.)[3]
- полковник Гринцевич Л. І. (1985 р.)
- Полковник Жуков (1993-1994~)
- полковник Якуба В. С. (199?–2002 рр.)